# GNU Scientific Library
Die GNU Scientific Library (GSL) ist eine C-Programmbibliothek, die  Programmierern eine Vielzahl von Funktionen für numerische Berechnungen zur Verfügung stellt. Für andere Programmiersprachen können Wrapper geschrieben werden. Die GSL kann zum Beispiel
- Differentialgleichungen numerisch lösen
- Funktionswerte für spezielle Funktionen berechnen, z. B. für die vollständige und die unvollständige Gamma-Funktion, die Airy-Funktion und Bessel-Funktion, die riemannsche Zetafunktion
- Gleichungen numerisch lösen (ein- und mehrdimensional)
- Numerisch integrieren und differenzieren
- Interpolation, Splines, Chebyshev-Approximationen
- Monte-Carlo-Algorithmen, Minimierungsalgorithmen, Simulated Annealing
- schnelle Fourier-Transformation, Wavelet-Transformation
- Statistik-Funktionen: Korrelationen, Histogramme, Ausgleichungsrechnung
- Werte von verschiedenen Wahrscheinlichkeitsverteilungen berechnen
- Zufallszahlen generieren, die bestimmten Wahrscheinlichkeitsverteilungen gehorchen

und noch vieles mehr. Insgesamt enthält die GSL über 1000 Funktionen.
GSL wird auf GNU Hurd und GNU/Linux mit dem GCC-Compiler entwickelt. Es ist aber ein Ziel der Entwickler, dass sich die GSL auf jedem unixartigen System, welches einen ISO-C-Compiler zur Verfügung stellt, einsetzen lässt.
Das GSL-Projekt wurde im Jahr 1996 von M. Galassi und J. Theiler vom Los Alamos National Laboratory gestartet. Sie waren der Ansicht, dass die Lizenzen, unter denen existierende Alternativen vertrieben wurden, die wissenschaftliche Kooperation behinderten. Andere Physiker teilten diese Meinung und schlossen sich ihnen an.
Der Großteil des Codes, den die GSL heute enthält, wurde von einer kleinen Gruppe von Wissenschaftlern aus dem Bereich der Computerphysik geschrieben.
Die GNU Scientific Library ist freie Software und wird unter der GPL (nicht unter der LGPL) vertrieben. Das Handbuch steht unter der GNU-Lizenz für freie Dokumentation.